# Courbesseaux
Courbesseaux é uma comuna francesa na região administrativa de Grande Leste, no departamento de Meurthe-et-Moselle. Estende-se por uma área de 6,32 km². Em 2010 a comuna tinha 359 habitantes (densidade: 56,8 hab./km²).